# San Ignacio (Honduras)
San Ignacio es un municipio del departamento de Francisco Morazán en la República de Honduras.

## Toponimia
Su nombre es en honor a Ignacio de Loyola, santo de la iglesia católica.

## Personas Destacadas
| Nombre             | Mérito                                                         |
| ------------------ | -------------------------------------------------------------- |
| Luis Landa Escober | Profesor de Estado, abogado, escritor, maestro de generaciones |
| Donis Escober      | Exfutbolista                                                   |

## Límites
Está situado en el Valle de Siria.
| Orientación | Límite                                      |
| ----------- | ------------------------------------------- |
| Norte       | Municipio de Marale, Francisco Morazán      |
| Sur         | Municipio de Guaimaca, Francisco Morazán    |
| Sur         | Municipio de Cedros, Francisco Morazán      |
| Este        | Municipio de Orica, Francisco Morazán       |
| Oeste       | Municipio de El Porvenir, Francisco Morazán |

## Historia
Inició como pueblo minero muy antiguo fue fundado entre el lapso de tiempo comprendido entre 1775-1848.
En 1896, en la División Política Territorial de 1896 figuraba como aldea de Cedros.
En 1920, se le da categoría de municipio en el gobierno de Rafael López Gutiérrez.
En 1924 (11 de enero), se declara insuficiente y se reincorpora de nuevo a Cedros.
En 1958 (8 de diciembre), fue que definitivamente quedó como municipio, durante el gobierno de Ramón Villeda Morales.

## División Política
Aldeas: 7 (2013)
Caseríos: 39 (2013)
| Código | Aldea                                |
| ------ | ------------------------------------ |
| 081901 | San Ignacio (cabecera del municipio) |
| 081902 | El Escano de Tepale                  |
| 081903 | El Naranjal                          |
| 081904 | El Portillo de Siale                 |
| 081905 | San Miguel de Barrosa                |
| 081906 | Urrutia                              |
| 081907 | Yoculateca                           |